# 서천군·보령군
서천군·보령군은 대한민국의 옛 국회의원 선거구이다. 당시 충청남도 서천군과 보령군 지역을 관할했다.

## 역사
제6대 국회의원 선거를 앞두고 서천군 선거구와 보령군 선거구가 통합되면서 신설되었다.
제8대 국회의원 선거를 앞두고 서천군 선거구와 보령군 선거구로 분리되면서 폐지되었다.

## 역대 국회의원
| 선거   | 정당 | 정당       | 의원   |
| ------ | ---- | ---------- | ------ |
| 1963년 |      | 민주공화당 | 김종갑 |
| 1967년 |      | 민주공화당 | 이원장 |
| 1967년 |      | 신민당     | 김옥선 |

## 역대 선거 결과

### 대한민국 제6대 국회의원 선거
|  | 47.14% |

|  | 27.72% |

|  | 13.32% |

|  | 3.76% |

|  | 3.50% |

|  | 2.93% |

|  | 1.60% |

|  | 0% |

### 대한민국 제7대 국회의원 선거
|  | 48.24% |

|  | 47.74% |

|  | 2.17% |

|  | 1.27% |

|  | 0.56% |

제7대 국회의원 선거 결과 민주공화당 이원장 후보가 48.24%의 득표율을 기록하면서 당선되었다. 하지만 재검표를 진행한 결과 개표 과정에서 오류가 발견되었다. 이에 1968년 6월 3일, 당선자 재결정이 이루어지면서 신민당 김옥선 후보가 당선되었다.